# Георгиевская лента

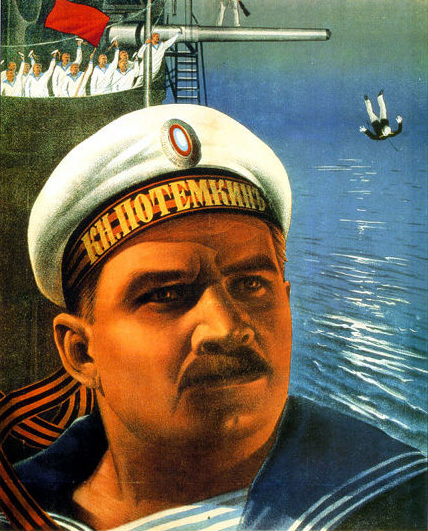
Матрос-революционер в бескозырке с георгиевской лентой.
Плакат фильма Броненосец «Потёмкин».

Гео́ргиевская лента — двухцветная лента к ордену Святого Георгия, Георгиевскому кресту, Георгиевской медали.
Георгиевские ленты на бескозырке носили также нижние чины Гвардейского экипажа Российской Императорской гвардии, кораблей, награждённых Кормовым Георгиевским флагом, а также 29-го — 45-го флотских экипажей, которым были пожалованы в 1856 году Георгиевские знамённые флаги с надписью «за оборону Севастополя, с 13 сент. 1854 г. по 27 авг. 1855 г.» за Севастопольскую оборону. Ленты использовалась также как элемент Георгиевских знамён (штандарта) и дополнение к знамени и штандарту, данные цвета использовали на наградных петлицах на воротники и обшлага мундиров нижних чинов отличившихся частей.
В настоящее время используется как элемент Боевых знамён гвардейских частей в Российской Федерации.

## История

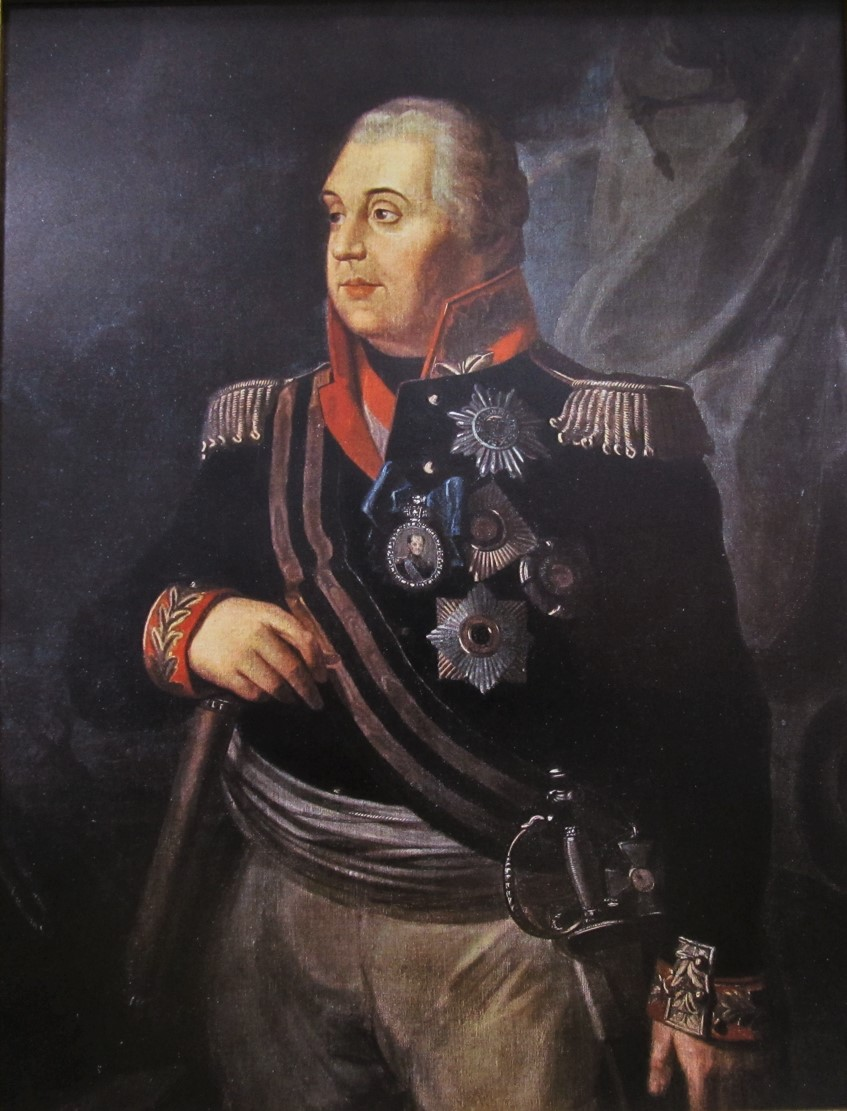
М. И. Кутузов, первый полный кавалер ордена Святого Георгия, в Георгиевской ленте.

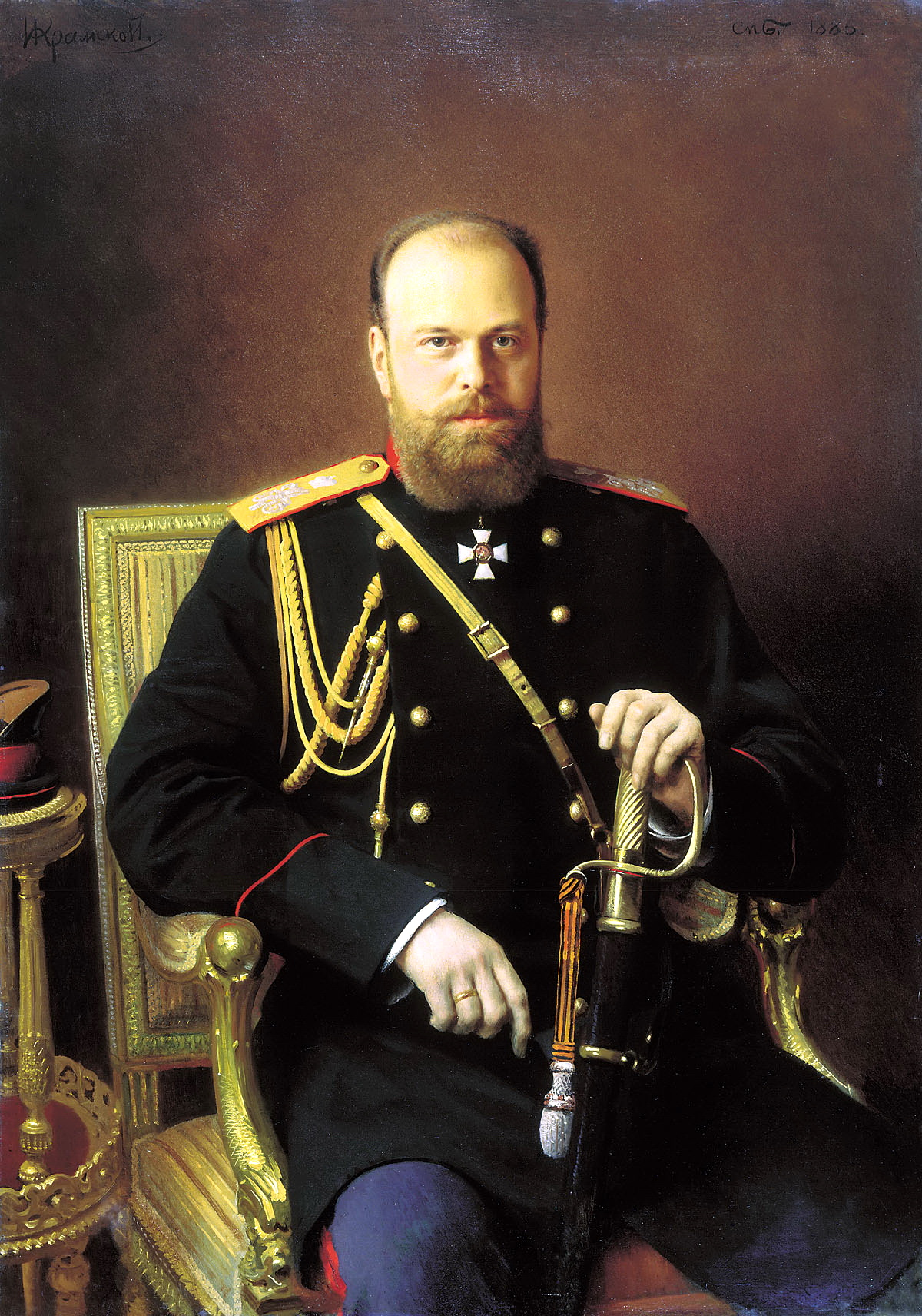
На портрете Александра III видны аксельбант, портупея и темляк на Георгиевской ленте.

### Российская империя
В 1730-х годах чёрный (эмаль орла), жёлтый (эмаль золотого поля государственного герба) и белый цвета (белым передавали серебряную фигуру Святого Георгия в щитке на груди орла) стали считать государственными цветами Российской империи.
Георгиевская лента учреждена при учреждении ордена Святого Георгия Екатериной Второй 26 ноября 1769 года во время русско-турецкой войны 1768—1774 годов для поощрения верности, храбрости и благоразумия во благо Российской империи, проявленных в мужественных поступках или мудрых советах. Название лента получила от имени Георгия Победоносца. Лента дополнялась девизом: «За службу и храбрость», а также белым равносторонним крестом или четырёхконечной золотой звездой. Носилась лента в зависимости от класса кавалера: в петлице или на шее, либо через правое плечо. К ленте полагалось пожизненное жалование. После смерти владельца передавалась по наследству, однако вследствие совершения постыдного проступка могла быть изъята у владельца. Орденский статут 1769 года содержал следующее описание ленты:
«Лента шёлковая о трёх чёрных и двух жёлтых полосах».
Впрочем, как показывают изображения, на практике уже изначально использовался не столько жёлтый, сколько оранжевый цвет (с геральдической точки зрения и оранжевый, и жёлтый — лишь варианты отображения золотого). Статут 1913 года гласил:
«Лента о трёх чёрных и двух оранжевых полосах, носимая через правое плечо».
Традиционное толкование цветов Георгиевской ленты утверждает, что чёрный цвет означает дым, оранжевый — пламя. Обер-камергер граф Литта в 1833 году писал: «бессмертная законодательница, сей орден учредившая, полагала, что лента его соединяет цвет пороха и цвет огня». Однако видный специалист по русской фалеристике Серж Андоленко указывает, что чёрный и жёлтый цвета, собственно, лишь воспроизводят цвета государственного герба: чёрный двуглавый орёл на золотом фоне. Изображение Георгия как на государственном гербе, так и на самом кресте (награде) имели те же цвета: на белом коне белый Георгий в жёлтом плаще, убивающий копьём чёрного змея, соответственно белый крест с жёлто-чёрной лентой. Кроме того, существует предположение о немецком происхождении ленты: на гербе дома Асканиев, к которому принадлежала Екатерина, а также на гербе её родового гнезда, герцогства Балленштедт, присутствуют чёрные и золотые полосы.

Крест большой золотой с белою с обе стороны финифтью по краям с золотою каймою, в середине которого изображён Царства Московского герб на финифти же, то есть, в красном поле Святый Георгий, серебряными латами вооружённый, с золотою сверх оных висящею епанчею, имеющий на главе золотую диадему, сидящий на коне серебряном, на котором седло и вся збруя золотая, чёрного змия в подошве излита золотым копьём поражающий, на задней стороне в середине в белом поле вензловое сего Святого Георгия имя.
— Статут военного ордена Св. Георгия 1769 года 
В некоторых случаях Георгиевская лента использовалась как аналог соответствующей награды — ордена Св. Георгия, Знака отличия Военного ордена и Георгиевского креста. В тех случаях, когда кавалеры Знака отличия Военного ордена не могли получить сам Знак (например, во время обороны Севастополя в 1854—1855 гг.), они носили на форме Георгиевскую ленту. В годы Первой мировой войны Георгиевские кавалеры также носили Георгиевскую ленту в зимнее время поверх борта шинели.
Кроме того, единственный раз Георгиевская лента приобрела статус самостоятельной награды. Это произошло в 1914 году, когда за заслуги в проведении мобилизации генерал-лейтенанту А. С. Лукомскому была пожалована Георгиевская лента к уже имевшемуся у него ордену Св. Владимира 4-й степени (сам орден св. Георгия за мобилизацию невозможно было дать по статусу). Таким образом, он стал обладателем уникальной награды — ордена Св. Владимира на Георгиевской ленте. Награду шуточно называли «Владимир Георгиевич».

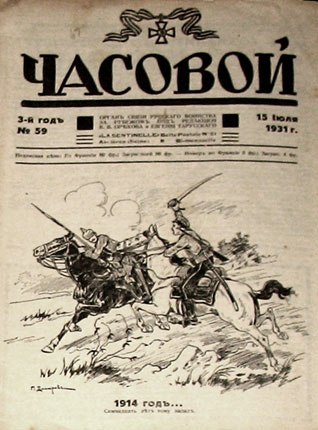
Обложка журнала «Часовой»

### Белое движение

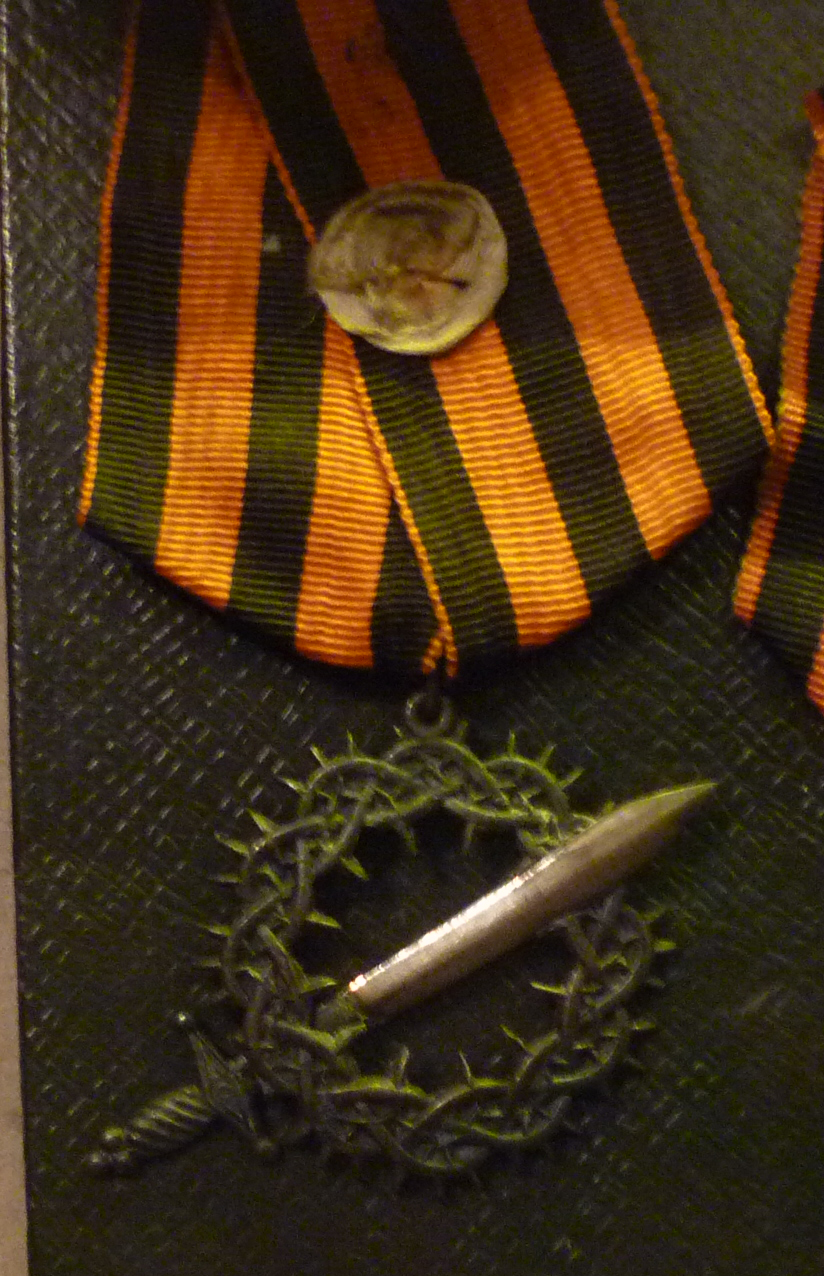
Награда Добровольческой армии «Знак отличия Первого Кубанского похода» («За Ледяной поход») на Георгиевской ленте

После упразднения большевиками старой наградной системы Георгиевская лента продолжала использоваться в наградных системах Белых армий. В частности, она использовалась на почётной награде Добровольческой армии — знаке «За Ледяной поход» и награде Восточного фронта, знаке «За великий Сибирский поход». Георгиевские цвета (георгиевские банты, шевроны, ленты на головных уборах и знамёна) использовались в различных белых формированиях, особенно же участниками Ярославского восстания. Атаман Анненков в конце 1918 года дал «право ношения георгиевской ленты» ветеранам своего отряда «для отличия от вновь поступающих». Во время Второй мировой войны два бойца Русского корпуса, действовавшие против югославских партизан, были награждены Георгиевскими крестами.

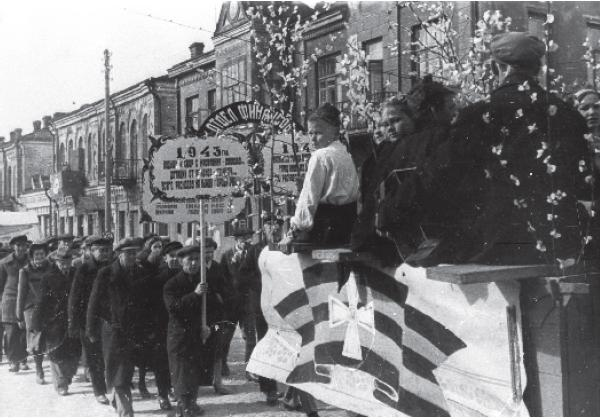
Члены Союза русской молодёжи в Бобруйске (1943)

Лента ордена Святого Георгия использовалась в символике русских эмигрантских организаций, таких как Русский общевоинский союз. Символом созданного в 1944 году в Бобруйске коллаборационистского «Союза борьбы против большевизма» являлось «Георгиевское знамя с вышитым серебром Георгиевским крестом посредине», руководители организации носили на рукавах повязки георгиевских цветов.

### СССР
С осени 1941 года частям, соединениям и кораблям за мужество и героизм личного состава, проявленные при защите Отечества, присваивалось почётное звание «гвардейская», «гвардейский». Указом Президиума Верховного Совета СССР от 21 мая 1942 года был учреждён нагрудный знак «Гвардия». Несмотря на то, что знак «Гвардия» был учреждён как единый, в ВМФ ВС СССР решили учредить свой гвардейский знак (народное название — «Морская гвардия»). Так, начальник организационно-строевого управления НК ВМФ капитан 2-го ранга Б. М. Хомич предложил прямоугольную пластину (применявшуюся в русской армии и на флоте) обтянуть чёрно-оранжевой лентой, а также использовать последнюю на бескозырках матросов. Нарком ВМФ адмирал Н. Г. Кузнецов приказом от 10 июня 1942 года № 142 утвердил эти знаки отличия. 5 мая 1943 года он же утвердил к изданию «Иллюстрированное описание знаков различия личного состава ВМФ СССР», в котором присутствовала Гвардейская лента.
Также шёлковая муаровая лента с пятью продольными равными по ширине чередующимися полосками — три чёрного и две оранжевого цвета, с краями, окаймлёнными узкими (шириной 1 мм) оранжевыми полосками, прилагалась к различным советским наградам 1943—1945, 1975, а также 1985 годов: к одной из самых массовых медалей «За победу над Германией в Великой Отечественной войне 1941—1945» , ордену Славы всех степеней; использовалась на медали «За взятие Берлина», юбилейной медали «Тридцать лет Победы в Великой Отечественной войне 1941—1945» (1975), юбилейной медали «Сорок лет Победы в Великой Отечественной войне 1941—1945» (1985).
Гвардейская лента являлась символикой на Парадах Победы, состоявшихся в Москве, в 1985 и 1990 годах.

### Россия
После распада СССР Гвардейская лента использовалась как один из основных символов Дня Победы, частично заменив советскую коммунистическую символику. Получила более широкое распространение благодаря акции «Георгиевская ленточка».
29 декабря 2022 года, на фоне активного использования символа при российском вторжении на Украину, в России вступил в силу закон, признающий Георгиевскую ленту символом воинской славы России. Публичное осквернение символа влечёт за собой ответственность в соответствии с законодательством РФ.

## Элемент
В 1806 году в русской армии были введены наградные Георгиевские знамёна. В навершии знамени помещался Георгиевский крест, под навершием повязывалась чёрно-золотая Георгиевская лента (без надписей) со знамёнными кистями шириной в один вершок (4,44 см). После 1878 г стала называться узкой георгиевской лентой или просто георгиевской лентой, была элементом Георгиевских знамён (штандартов).

## Ленты на знамёна и штандарты

Георгиевский штандарт с Георгиевскими лентами лейб-гвардии Кирасирского Его Величества полка, 1817 год

Широкие Георгиевские ленты с надписями отличий полка — дополнения знамени и штандарта.
В Российской империи «новое высшее отличие — Георгиевские ленты на знамёна и штандарты с надписями отличий, за которые ленты пожалованы» установлены указом от 11 апреля и приказом по военному ведомству от 31 октября 1878 года № 288 для полков, «которые имеют уже все установленные в награду за военные подвиги знаки отличия». При награждении становились неотъемлемой частью знамени (штандарта) и с них ни в коем случае не снимались.
«Лента имела ширину два с 2/8 вершка и длину два аршина два вершка, она перегибалась по середине и складывалась под углом 10°; перегиб зажимался в серебряную скобу с кольцом для навешивания на знамя (штандарт). У этой скобы к ленте золотой или серебряной (по прибору) пуговицей гвардейского образца (с изображением государственного герба) пришивался бант. Концы ленты обшивались двойной серебряной канительной бахромой длиной три вершка, внутри которой вшивались кисти из кручёных чёрных и оранжевых шёлковых ниток. В нижней части верхнего конца ленты, отступая один вершок от бахромы, прикреплялся знак (крест) ордена Св. Георгия 1-й степени. Над крестом на расстоянии одного с половиной вершка (6,66 см) прикреплялся золотой или серебряный (по прибору) кованная монограмма (вензель) императора, пожаловавшего отличие, по образцу, установленному для юбилейных лент, то есть высотой с короной два вершка (8,88 см) и шириной один с 5/8 вершка (7,21 см). Отступая один вершок от вензеля, вышивалась золотом или серебром надпись отличия, за которое пожалована лента. На втором конце ленты прикреплялись звезда ордена Св. Георгия и вензель на аналогичных расстояниях, а также золотом или серебром вышивалось наименование части. С лицевой стороны банта вышивался год жалования ленты. Лента подвязывалась под навершие знамени (штандарта) непосредственно над георгиевской лентой со знамёнными кистями так, чтобы бант приходился на лицевую сторону полотнища. Шнурок для подвязывания ленты имел длину не менее 12 вершков (53,28 см) и изготавливался из плотно скрученных серебряных ниток. Шнурок пропускался не менее трёх раз в кольцо скобы и крепко завязывался. Если на знамени (штандарте) имелась юбилейная лента, то она подвязывалась несколько выше Георгиевской так, чтобы её бант приходился с правой стороны от банта последней».
Новое высшее отличие — Георгиевские ленты на знамёна и штандарты с надписями отличий — получили только два полка: Нижегородский и Северский драгунский.